# Калаван
Саиф ед Дин Калавун (око 1222-10. новембар 1290) био је седми мамелучки султан Египта. Владао је од 1279. године до своје смрти.

## Биографија
Године 1183. Калавун склапа примирје са крсташима на 10 година. Примирје се односило на Акру, Сидон и Атлит. Грофовија Триполи није била обухваћена примирјем јер је њен гроф Боемунд рачунао на помоћ својих монголских савезника. Калавун то користи и 1289. године опседа Триполи. Брзо га осваја и спаљује. Примирје са осталим градовима поштовао је све до покоља кога су извршили новопридошли крсташи из Италије. Они су, у пијаном стању, побили велики број муслимана у Акри. Калавун покреће поход на Акру. Међутим, умире на самом почетку похода. Непосредно пред смрт, Калавун је заклео свога сина (и наследника) ел Ашраф Халила да освоји град. Овај ће то и учинити.